# أبو عبد الرحمن المقرئ
أبو عبد الرحمن عبد الله بن يزيد بن عبد الرحمن الأهوازي البصري المكي مولى آل عمر بن الخطاب. أحد رواة الحديث النبوي.
ولد في حدود سنة 120 هـ. حدث عن: ابن عون، وكهمس بن الحسن، وأبي حنيفة النعمان، وموسى بن علي بن رباح، وحيوة بن شريح، وحرملة بن عمران التجيبي، وشعبة بن الحجاج، وسعيد بن أبي أيوب، وعبد الرحمن بن زياد بن أنعم الإفريقي، ويحيى بن أيوب الغافقي، والليث بن سعد، وابن لهيعة، ومالك بن أنس، ومحمد بن عبد الله الشعيثي، والمسعودي، وعياش بن عقبة عم لابن لهيعة، وورقاء بن عمر اليشكري. حدث عنه: البخاري، وأحمد بن حنبل ، وإسحاق بن راهويه، وأبو خيثمة، وابن نمير، وهارون الحمال، والحسن بن علي الحلواني، ومحمد بن يحيى الذهلي، وعباس الدوري، ومحمد بن إسماعيل الصائغ، وبشر بن موسى، والحارث بن أبي أسامة، وهارون بن ملول، وأبو الزنباع روح بن الفرج القطان.
وثقه النسائي وهو من كبراء مشيخة البخاري. قال محمد بن عاصم الثقفي: «سمعت أبا عبد الرحمن يقول أنا ما بين التسعين إلى المائة، وأقرأت القرآن بالبصرة ستا وثلاثين سنة، وهاهنا بمكة خمسا وثلاثين سنة». قال الذهبي: «أخذ الحروف عن نافع بن أبي نعيم وأحسبه تلا عليه، وله اختيار في القراءة، رواه عنه ولده محمد بن أبي عبد الرحمن، تلقن عليه عدد كثير».

## وفاته
توفي سنة 212 هـ. قال البخاري: «مات بمكة سنة اثنتي عشرة، أو ثلاث عشرة ومائتين».